# Tom Davis
Thomas Robert Davis, detto Tom (Ridgeway, 3 dicembre 1938), è un allenatore di pallacanestro statunitense.
È il padre di Keno Davis.

## Palmarès
- Associated Press College Basketball Coach of the Year (1987)